# Байович, Милорад
Милорад Байович (серб. Милорад Бајовић / Milorad Bajović; 2 декабря 1964, Никшич, СР Черногория, СФРЮ) — югославский футболист, черногорский и сербский тренер.

## Карьера
Профессиональную карьеру начал в 1980 году в клубе «Сутьеска» (Никшич), выступавшем во второй лиге чемпионата Югославии. За клуб из Никшича сыграл 103 матча. Затем выступал за «Будучност» (Титоград) и «Партизан» (Белград) в Первой лиге Югославии. После «Партизана» играл за ОФК (Белград) в первой лиге и за португальский клуб «Витория» (Сетубал).
В 2010-х годах Милорад Байович был помощником Миодрага Божовича в клубах российской Премьер-лиги — в 2012—2014 годах в «Ростове», в 2014—2015 годах в московском «Локомотиве», в 2018—2020 годах в самарских «Крыльях Советов».

## Семья
Старший брат Милорада Байовича — Миодраг, также футболист. Вместе они выступали за «Сутьеска» и «Партизан». В «Партизане» Милорад играл на позиции правого полузащитника, а Миодраг играл на том же фланге в обороне.